# Loxosceles lacta
Loxosceles lacta là một loài nhện trong họ Sicariidae.
Loài này thuộc chi Loxosceles. Loxosceles lacta được miêu tả năm 1994 bởi Wang.